# 朗瓦斯赫伊峰
61°31′29″N 8°19′21″E / 61.52472°N 8.32250°E
朗瓦斯赫伊峰是挪威的山峰，位於該國東南部內陸郡，處於洛姆，距離首都奧斯陸220公里，屬於尤通黑門山脈的一部分，海拔高度2,030米，受凍原氣候影響。